# Nikolaus Förster
Nikolaus Förster (* 17. Dezember 1968 in Aachen) ist ein deutscher Journalist, Autor und Unternehmer. Seit 2009 ist er Chefredakteur der Wirtschaftszeitschrift Impulse und seit 2013 Geschäftsführender Gesellschafter der Impulse Medien GmbH.

## Leben
Nach dem Abitur 1988 und einer zweijährigen Sozialarbeit in London studierte Förster Germanistik, Kunstgeschichte und Musikwissenschaft an der Universität Bonn, wo er über die „Wiederkehr des Erzählens“ promovierte. Von 1992 bis 1994 absolvierte er eine studienbegleitende Journalistenausbildung am Institut zur Förderung publizistischen Nachwuchses (ifp) in München.
1999 studierte er als Press Fellow an der University of Cambridge und wurde im gleichen Jahr Mitglied der Entwicklungsredaktion der Financial Times Deutschland (FTD) in Hamburg. Mit dem Start der FTD im Februar 2000 wurde er zunächst Reporter und später Kommentarchef; ab 2002 leitete er das Ressort „Agenda“ und verantwortete zudem die Magazine „enable“ und „medbiz“ sowie das Luxusmagazin „How to spend it“. 2007 war er Bucerius Fellow an der Harvard University und wurde vom Medium Magazin bei der Wahl „Journalist des Jahres“ in der Kategorie Wirtschaft unter die Top Ten gewählt.

## Kauf des "Impulse"-Magazins
Im März 2009 ernannte ihn die Gruner + Jahr-Verlagsleitung als Nachfolger von Ursula Weidenfeld zum Chefredakteur des monatlichen Wirtschaftsmagazins „Impulse“. In seiner neuen Position wurde Förster zugleich Mitglied des Chefredakteurs-Kollegiums der G+J-Wirtschaftsmedien (Capital, Impulse, Börse Online, FTD, Business Punk).
Nachdem der Verlag Gruner + Jahr im Oktober 2012 bekanntgegeben hatte, die FTD und alle weiteren Wirtschaftstitel einschließlich „Impulse“ einzustellen, kaufte Förster dem Großverlag das Monatsmagazin ab und gründete am 2. Januar 2013 die Impulse Medien GmbH. Finanzielle Unterstützung für das Management-Buy-out (MBO) erhielt er dabei von dem Hamburger Kaufmann und Immobilieninvestor Dirk Möhrle, bis 2005 Miteigentümer der Baumarktkette Max Bahr. Die neue Impulse Medien GmbH beschäftigt etwa 30 Mitarbeiter, darunter ca. 15 ehemalige Angestellte aus Redaktion und Verlag der G+J Wirtschaftsmedien. Mit der impulse-Akademie wurde eine erste Tochtergesellschaft gegründet, die Förster gemeinsam mit dem Unternehmer Stephan Kowalski leitet.
Förster ist verheiratet und hat zwei Kinder.

## Bibliographie
- Mein größter Fehler: Bekenntnisse erfolgreicher Unternehmer. impulse Buch, Hamburg 2016, ISBN 978-3-947212-00-2.
  - erweiterte und aktualisierte Neuauflage, impulse Buch, Hamburg 2017, ISBN 978-3-947212-02-6.
- Meine größte Chance: Wie Fehler uns voranbringen. impulse Buch, Hamburg 2017, ISBN 978-3-947212-01-9.